# Devil May Cry 2
 (janvier 2019).
Si vous disposez d'ouvrages ou d'articles de référence ou si vous connaissez des sites web de qualité traitant du thème abordé ici, merci de compléter l'article en donnant les références utiles à sa vérifiabilité et en les liant à la section « Notes et références ».
Devil May Cry 2 (デビルメイクライ2, Debiru Mei Kurai Tsū) est un jeu vidéo d'action développé par Capcom Production Studio 1 et édité par Capcom en 2003 sur PlayStation 2. Une collection HD regroupant les trois premiers épisodes est sortie sur PC, PlayStation 3, Xbox 360, PlayStation 4 et Xbox One. Le jeu est ensuite porté sur Nintendo Switch.

## Histoire
L'histoire débute dans un village d'inspiration européenne. Lucia, une jeune chasseuse de démons, est en train de piller un musée. Alors surviennent des démons qui la mettent en difficulté.
Dante, le chasseur de démons, apparaît et lui sauve la mise. Il a apparemment été contacté par Lucia. Il doit ensuite aller à la rencontre de Matier, gardienne de l'île Vie de Marli et d'un ordre humain qui jadis a combattu aux côtés de Sparda, le père de Dante. Il arrivera juste à temps pour voir sa cachette se faire détruire. Matier survit néanmoins et raconte à Dante qu'un puissant industriel, Arius, président de la compagnie Ouroboros, s'est lancé dans l'occultisme et invoque de nombreux démons. Elle charge Dante de l'arrêter. En échange, elle lui promet de lui raconter l'histoire de Sparda.
Lucia, elle, se chargera de récupérer des artefacts nécessaires pour un rituel d'invocation afin d'empêcher Arius de l'accomplir. Pourtant, par la force des choses, elle affrontera Arius, recevant des informations sur elle et sur son passé.
Elle apprend en effet être une création démoniaque d'Arius , sauvée et élevée par Matier, capturée par son créateur. Elle est secourue par Dante mais le mal est fait : Arius ouvre un portail entre la Terre et l'enfer afin de libérer Argosax , démon ayant offert ses pouvoirs à Arius en échange de la conquête de la Terre.
Lucia demande à Dante de l'abattre en lui révélant sa vraie nature, mais Dante refuse, déclarant que les démons peuvent aussi avoir une âme. Il se rend en enfer pour tuer Argosax pendant que Lucia tue Arius. Le portail se referme sur Dante, le piégeant en enfer, et Lucia se rend au Devil May Cry, en attente de son retour.

## Système de jeu
Ce second volet reprend les mêmes bases que le premier, à savoir des affrontements à l'arme blanche et aux armes de jet face à de nombreux ennemis, ainsi que la possibilité de se changer en démon pendant un temps limité.
S'y ajoutent des esquives plus importantes, des nouvelles transformations diaboliques basées sur la collecte d'amulettes ayant plusieurs pouvoirs (possibilité de voler, d'augmenter son attaque, sa récupération de vie, d'avoir des attaques électriques, d'eau ou de feu).
Dante est armé d'une épée et de deux pistolets. D'autres armes sont disponibles au long du jeu (fusil à canons sciés, pistolets mitrailleurs, lance-missiles). Mais la principale nouveauté du jeu est la possibilité de contrôler un autre personnage que Dante, Lucia. Elle est armée de deux lames incurvées et de couteaux de lancers. L'histoire, les lieux visités et les informations changent peu, mais par rapport au premier épisode, les mouvements sont plus fluides et nombreux, le placement des caméras assez différent, les graphismes plus fins ce qui agrémente le plaisir.
En outre, le jeu ne permet plus d'acquérir de nouveaux mouvements au fil des missions, mais juste d'augmenter les dégâts infligés par les armes. La difficulté élevée du précédent volet a été fortement diminuée et la durée de vie dépasse à peine la dizaine d'heures, en tout et pour tout.

## Partenariat
Le jeu a été sponsorisé par la marque de vêtements Diesel, un code secret permet d'habiller Dante et Lucia en Diesel,.

## Accueil
- Gamekult : 6/10[3]
- Jeux vidéo Magazine : 12/20[6]
- Jeuxvideo.com : 16/20[2]